# Ottonisch-salisches Reichskirchensystem
Der in der historischen Forschung umstrittene Begriff des ottonisch-salischen Reichskirchensystems bezeichnet eine Entwicklungsphase der Reichskirche zur Zeit der Ottonen und Salier, um die enge institutionelle und personelle Verbindung der weltlichen Macht des Königtums (lateinisch regnum) der Ottonen und Salier und der Bistümer und Reichsklöster (sacerdotium) im Heiligen Römischen Reich auf der Grundlage des Eigenkirchenwesens zu beleuchten.

## Begriffskontroverse in der Forschung
In der neueren Mediävistik wird vor allem diskutiert, ob sich der Begriff des „Systems“ rechtfertigen lässt, da zum einen kein exakter Zeitpunkt angesetzt werden kann, ab dem das Reichskirchensystem als Konzept neu praktiziert worden wäre. Es entwickelte sich vielmehr langsam und schrittweise aus Vorläufern wie der fränkischen Reichskirche um die Aufenthaltszentren der Könige, da dort ihre Durchsetzungskraft am stärksten war, zu dem „System“, das die ältere Forschung als Idee Ottos I. erkannte. Zudem kann die Säule des sakral begründeten Kaisertums bis ins Römische Reich unter Konstantin I. zurückverfolgt werden. Der Monarch nimmt hierbei zwar keine Position direkt innerhalb der kirchlichen Organisation ein, erhält jedoch eine besondere Legitimation, über welche der gewöhnliche weltliche Adel nicht verfügt. Otto der Große stellte sich als König des Ostfränkischen/Deutschen Reiches in diese Tradition und ließ sich bei seinem Herrschaftsantritt 936 durch einen der Erzbischöfe salben. Mit dem Gewinn der Kaiserkrone 962 nahm er zudem eine im westlichen Europa einzigartige Position unter den christlichen Herrschern ein.
Eine scharfe Kritik an dem Begriff „Reichskirchensystem“ äußerte beispielsweise Timothy Reuter im Jahr 1982. Er bestritt, dass im ostfränkischen Reich von königlicher Seite eine regelrecht planmäßige und systematische Übertragung von Herrschaftsrechten an die Kirche stattgefunden habe. Vielmehr stehe die Ausstattung der Hochkirchen mit Herrschaftsrechten im Zusammenhang mit einer königlichen Patronagepolitik. Reuter wies außerdem darauf hin, dass in den westeuropäischen Reichen die Monarchen sich ebenfalls auf die kirchliche Organisation stützten, wobei kirchliche Würdenträger dort sogar eher eine größere Rolle gespielt haben.

## Historische Praxis
Als Ausgleich für ihre Unterstützung des Königs erlangten die Bischöfe jedenfalls vermehrt weltliche Macht. Genossen Bischöfe und Äbte seit Jahrhunderten das traditionelle Vorrecht der Immunität, so wurden ihnen seit Otto I. Regalien übertragen und die Grafenrechte in ihrer Residenz und in dem von dieser abhängigen Gebiet zugestanden. Im Gegenzug mussten die Bischöfe und Reichsäbte, die seit dem 11. Jahrhundert zunehmend dem Reichsfürstenstand angehören, das servitium regis, den Reichsdienst, leisten, dessen Umfang nicht genau festgelegt werden kann. Er umfasst auf jeden Fall und vorrangig die zeitweilige Beherbergung des reisenden Königshofes (Gastung), das Stellen von Kontingenten für das Reichsheer und Dienste auf diplomatischem und administrativem Gebiet. Der Kaiser hatte deshalb großes Interesse daran, einen entscheidenden Einfluss auf die Kandidatenkür zu gewinnen, die er mit der Investitur mit Ring und Stab abschloss.
Vor dem Hintergrund des Lehnswesens hatte diese Praxis einen entscheidenden Vorteil: Waren die weltlichen Vasallen stets bemüht, ihr Lehen in erbliches Eigengut umzuwandeln, so stellte sich bei Bischöfen und Äbten infolge des Zölibats die Frage der Erbschaft nicht: nach ihrem Tod fiel das Lehen wieder an den Lehnsherrn zurück, der es erneut an einen treuen Vasallen vergeben konnte. Die Bedingung dafür war allerdings, dass der Kaiser tatsächlich über die Kirchenhoheit verfügte. Dies war keineswegs selbstverständlich, wie sich am Beispiel des Westfränkischen Reiches zeigte: Hier konnte der König im 10. und 11. Jahrhundert lediglich über ein Drittel der Bistümer verfügen. Die Kontrolle über die übrigen war (zusammen mit zahlreichen anderen Hoheitsrechten) in die Hände seiner Vasallen geraten.
Zunächst verlief dieser Prozess im Ostfrankenreich ähnlich: Beim Herrschaftsantritt 919 von König Heinrich I., dem Vater Ottos des Großen, hatten die Stammesherzöge von Bayern, Schwaben und Lothringen unter anderem auch das Recht zur Vergabe der Bischofsämter erlangt. Gerade für die Person Heinrichs selber gilt dies im Besonderen, hatte er zuvor als Herzog von Sachsen die Bistümer seines Herrschaftsbereichs in eine Art Herzogskirche verwandelt. In den Folgejahren nutzte er seine erstarkende Position, um gerade das Recht auf Investitur wieder an das Königtum zu ziehen. Dies ist besonders vor dem Hintergrund auffällig, dass er ansonsten den Herzögen eine gewisse Autonomie zubilligte. Er dürfte sich also über die Bedeutung der Kontrolle der Bistümer im Klaren gewesen sein. Allerdings hatten die Ottonen erst seit dem Tod Herzog Arnulfs von Bayern 937 und der Absetzung seines Sohnes die volle Gewalt über alle Bistümer im Reich.
Um möglichst geeignete und vertraute Geistliche auf die freiwerdenden Ämter zu setzen, griffen die Kaiser häufig auf Angehörige ihrer eigenen Hofkapelle zurück. Diese Praxis geht auf die karolingischen Herrscher seit Karl dem Großen zurück; so wie im Heiligen Römischen Reich wurde auch in anderen europäischen Königreichen praktiziert.

## Ende im Investiturstreit
Durch das „Reichskirchensystem“ gerieten die Geistlichen in zwei Einflussbereiche: den des Kaisers und den des Papstes. In der von der Abtei Cluny ausgehenden Kirchenreformbewegung wuchs der Widerstand gegen die Verweltlichung der geistlichen Ämter. Der daraus erwachsende Investiturstreit, in dem es nur vordergründig darum ging, ob nun weltliche oder geistliche Gewalt das Recht habe, die Bischöfe zu investieren, konnte das „Reichskirchensystem“ zwar nicht gänzlich abschaffen, aber doch die königlichen Einflussmöglichkeiten erheblich einschränken. Das Wormser Konkordat von 1122 bildet dabei insofern eine Zäsur, als der geistlichen Gewalt im Reich die Emanzipation von der weltlichen gelang; die Bischöfe konnten die unmittelbare Verfügungsgewalt des Königs über sie zurückdrängen und sich nach und nach eigene Herrschaftsrechte sichern. Damit war auch den Bischöfen der Weg zu eigenen Territorialstaaten innerhalb des Reiches geebnet und das ottonisch-salische Reichskirchensystem faktisch am Ende.